# Nazionale femminile di pallacanestro di Malta
La nazionale di pallacanestro di Malta, selezione composta dai migliori giocatori di pallacanestro di nazionalità maltese, rappresenta Malta nelle competizioni internazionali di pallacanestro gestite dalla FIBA. È sotto il controllo della Malta Basketball Association.

## Storia
La nazionale di Malta partecipa al Campionato europeo FIBA dei piccoli stati Women.

## Risultati

### Giochi del Mediterraneo
- 2009 - 7°

## Formazioni

### Europei dei piccoli stati
Campionato europeo FIBA dei piccoli stati Women 20124 Pirotta, 5 Zammit, 6 Vella, 7 Cardona, 8 Brincat Thoresen, 9 De Martino, 10 C. Grima, 11 Micallef, 12 Sciberras, 13 Desira, 14 J. Grima, 15 Cassar,        All. Santino Coppa
Campionato europeo FIBA dei piccoli stati Women 20144 Pace, 5 Zammit, 6 Vella, 7 Bonett, 8 Mifsud, 9 S. De Martino, 10 C. Grima, 11 Brincat, 12 Sciberras, 13 M. De Martino, 14 J. Grima, 15 Cassar,        All. Angela Adamoli
Campionato europeo FIBA dei piccoli stati Women 20164 Pace, 5 Cassar, 6 Vella, 7 Brincat, 8 Bonett, 9 S. De Martino, 10 C. Grima, 11 Zammit, 12 Mifsud, 13 Al Tumi, 14 J. Grima, 15 M. De Martino,        All. Angela Adamoli
Campionato europeo FIBA dei piccoli stati Women 20184 Abela, 5 Galea, 6 Vella, 7 Brincat, 8 Bonett, 9 De Martino, 10 C. Grima, 11 Sciberras, 12 Mifsud, 13 Al Tumi, 14 J. Grima, 15 Curmi,        All. Enrico Gilardi
Campionato europeo FIBA dei piccoli stati Women 20214 Abela, 5 Galea, 6 Riolo, 7 Brincat, 8 Bonett, 9 De Martino, 10 Sollami, 11 Ciantar, 12 Xerri, 13 Lecuyer, 14 Grima, 15 Curmi,        All. Angela Adamoli

### Giochi del Mediterraneo
Pallacanestro femminile ai XVI Giochi del Mediterraneo4 Psaila Savona, 5 Sciortino, 6 C. Grima, 7 Cardona, 8 Brincat Thoresen, 9 Desira, 10 de Martino, 11 Micallef, 12 Sciberras, 13 Agius, 14 J. Grima, 15 Fenech,        All. Santino Coppa

## Nazionali giovanili
- Selezioni giovanili della nazionale di pallacanestro di Malta